# Montecchio Emilia
Montecchio Emilia (emilián nyelven Muntèc) település Olaszországban, Emilia-Romagna régióban, Reggio Emilia megyében. Lakosainak száma 10 398 fő (2023. január 1.). Montecchio Emilia Montechiarugolo, Cavriago, Bibbiano, San Polo d’Enza, Sant’Ilario d’Enza és Reggio Emilia községekkel határos.

## Népesség
A település lakossága az elmúlt években az alábbi módon változott:
| Lakosok száma | 10 622 | 10 578 | 10 398 |
|               | 2017   | 2018   | 2023   |